# Cánh hoa

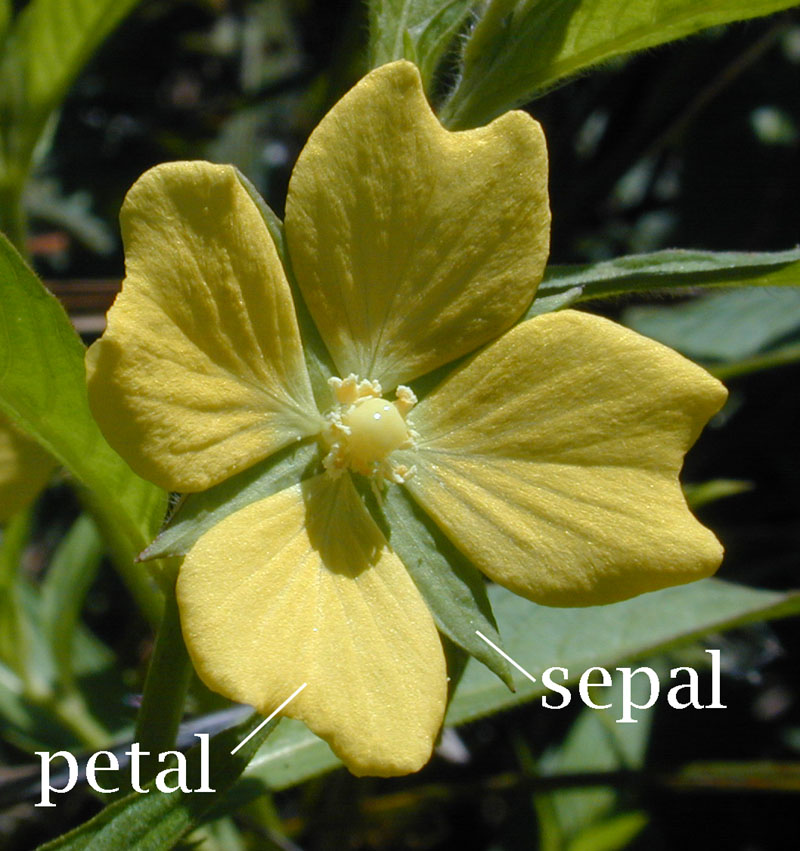
Hoa mẫu bốn của rau mương đứng (Ludwigia octovalvis) có 4 cánh hoa (petal) và 4 lá đài (sepal).

Cánh hoa là lá biến đổi bao quanh các bộ phận sinh sản của hoa. Các cánh hoa thường có màu sắc sặc sỡ hay hình dạng bất thường để hấp dẫn các sinh vật thụ phấn. Gộp cùng nhau, tất cả các cánh hoa của một hoa tạo thành tràng hoa. Kèm theo các cánh hoa thường là một bộ các lá đặc biệt khác gọi là lá đài nằm ngay phía dưới tràng hoa. Khi các cánh hoa và lá đài của một hoa trông giống nhau thì chúng được gọi là cánh đài.

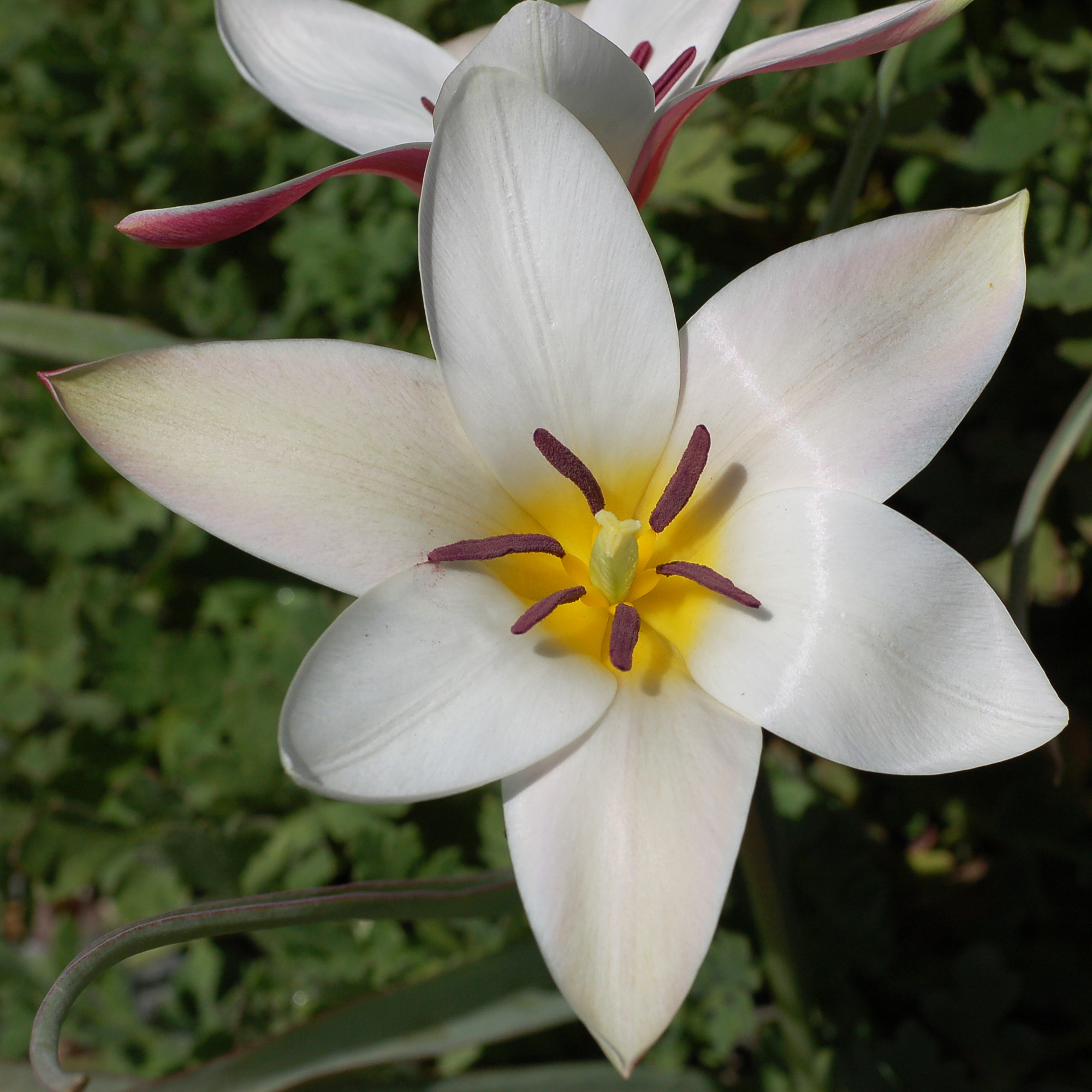
Tulip với 3 cánh hoa và 3 lá đài

## Các biến thể

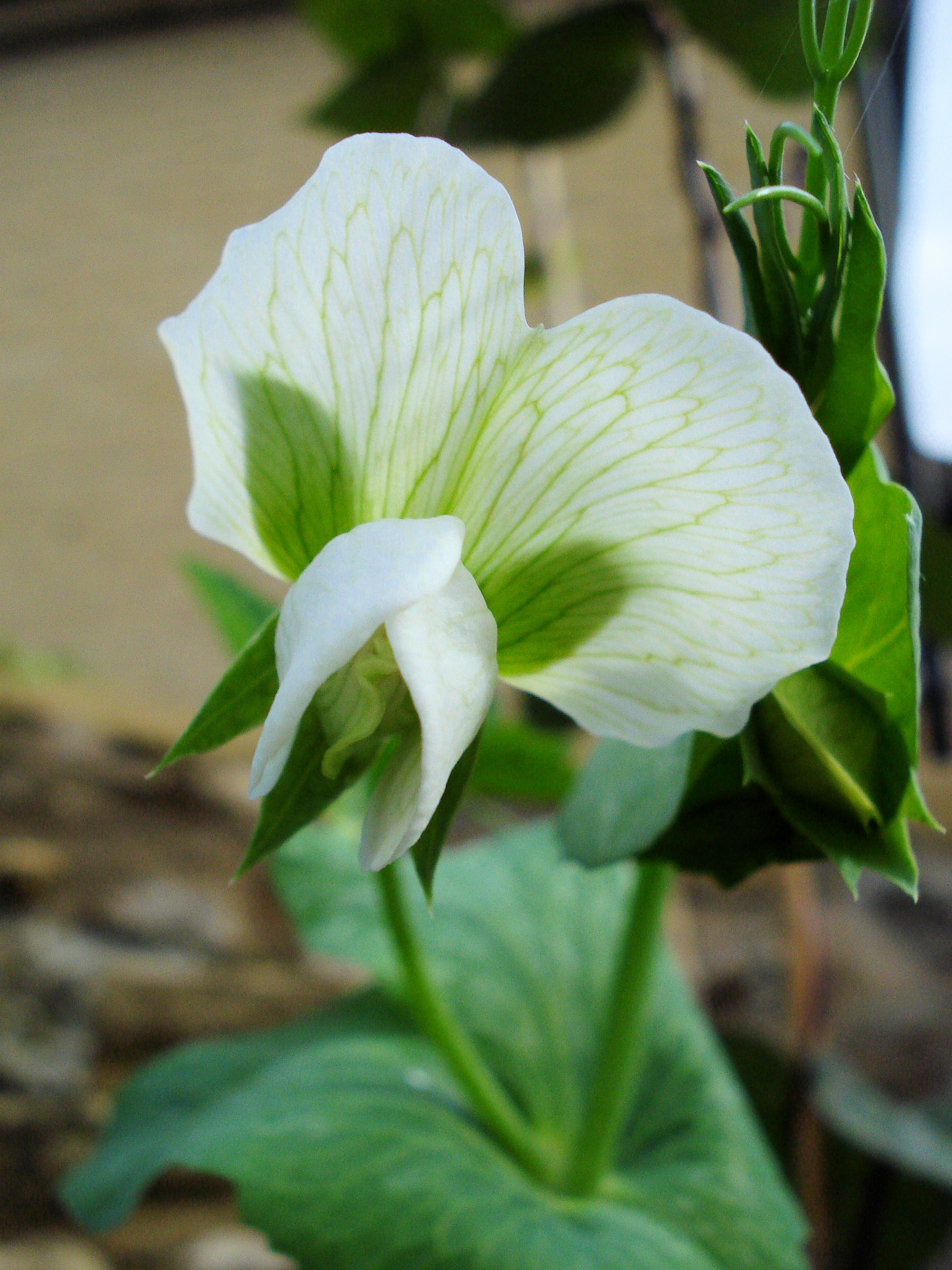
Hoa đối xứng hai bên của đậu Hà Lan (Pisum sativum).

Các cánh hoa có thể cực kỳ khác biệt ở các loài khác nhau. Số lượng cánh hoa trong một hoa có thể là manh mối để phân loại thực vật. Chẳng hạn, hoa của thực vật hai lá mầm thật sự (eudicots), nhóm thực vật hai lá mầm lớn nhất, chủ yếu có 4 hay 5 cánh hoa trong khi hoa của thực vật một lá mầm (monocots) có 3 (hay bội số của 3) cánh hoa, mặc dù có nhiều ngoại lệ với quy tắc này.
Vòng chứa các cánh hoa hay tràng hoa có thể là đối xứng tỏa tia hay đối xứng hai bên (xem Đối xứng trong sinh học và Đối xứng hoa). Nếu tất cả các cánh hoa giống hệt nhau về hình dáng và kích thước thì hoa được gọi là đều, cân đối hay đối xứng tỏa tia (nghĩa là "tạo thành tia"). Nhiều hoa chỉ đối xứng trong một mặt phẳng (nghĩa là tính đối xứng là hai bên) và được gọi là không đều, không cân đối hay đối xứng hai bên (nghĩa là "tạo thành đôi"). Trong các hoa không đều thì các bộ phận khác của hoa có thể được biến đổi từ dạng đều, nhưng các cánh hoa thì thể hiện sự trệch hướng lớn nhất từ sự đối xứng tỏa tia. Các ví dụ về hoa đối xứng hai bên có thể thấy ở các loài lan (Orchidaceae) cũng như ở các loài đậu (Fabaceae).
Ở nhiều loài trong họ Cúc (Asteraceae), như hướng dương (Helianthus annuus) thì chu vi của một hoa đầu bao gồm nhiều chiếc hoa (hoa con). Mỗi chiếc hoa về mặt giải phẫu là một hoa riêng lẻ với một cánh hoa lớn đơn lẻ.
Mặc dù cánh hoa thường là bộ phận nổi bật nhất của hoa, nhưng một số loài, như trong họ Hòa thảo (Poaceae), lại hoặc là có các cánh hoa rất nhỏ hay hoàn toàn không có cánh hoa.

## Cấu trúc tương tự
Đôi khi các bộ phận khác biệt về mặt thực vật học lại có bề ngoài như của cánh hoa. Chẳng han, trong chi dong riềng (Canna) thì các cánh hoa thật sự chỉ là nhỏ xíu trong khi các nhị hoa lại lớn và có màu sắc sặc sỡ. Một số loài thực vật có các lá bắc trông giống như cánh hoa, chẳng hạn như ở hoa giấy (Bougainvillea), sơn thù du Florida (Cornus florida) và các thành viên của họ Đại kích (Euphorbiaceae).

## Tràng hoa

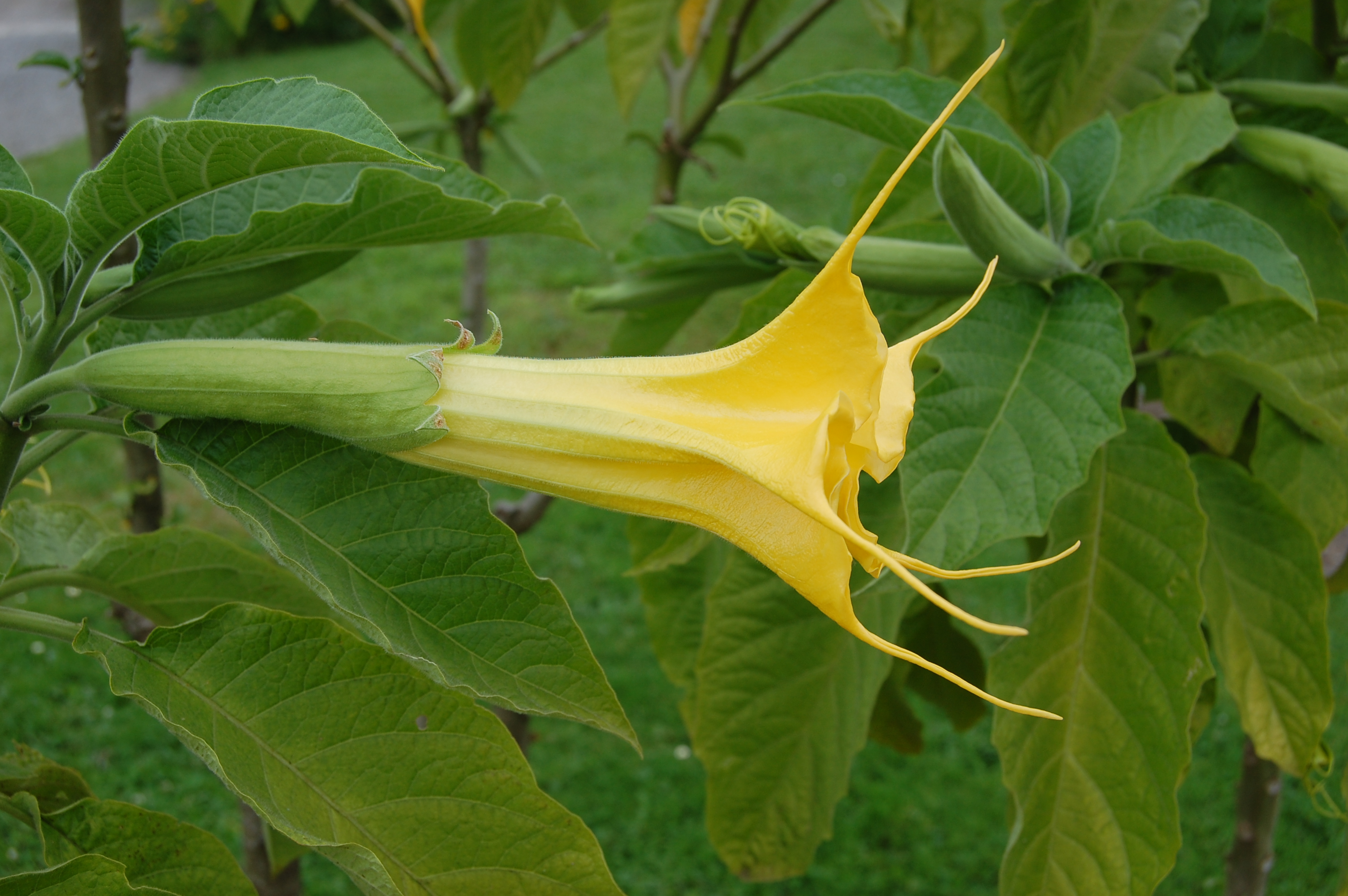
Tràng hoa hợp

Thuật ngữ chung để chỉ tập hợp của tất cả các bông hoa là tràng hoa. Đài hoa (tập hợp tất cả các lá đài) và tràng hoa cùng nhau tạo thành bao hoa. Vai trò của tràng hoa trong tiến hóa thực vật đã được tích cực nghiên cứu kể từ khi Charles Darwin đề ra thuyết về nguồn gốc của các tràng hoa thuôn dài.
Nếu như các cánh hoa rời nhau trong một tràng hoa thì người ta gọi loài thực vật đó là nhiều cánh hoa (nhiều cánh tràng) hay cánh hoa rời (cánh tràng rời). Nếu như các cánh hoa thể hiện một mức độ hợp nhất nào đó trong tràng hoa thì người ta gọi nó là cánh hoa liền (cánh tràng liền) hay cánh hoa hợp (cánh tràng hợp).

## Di truyền

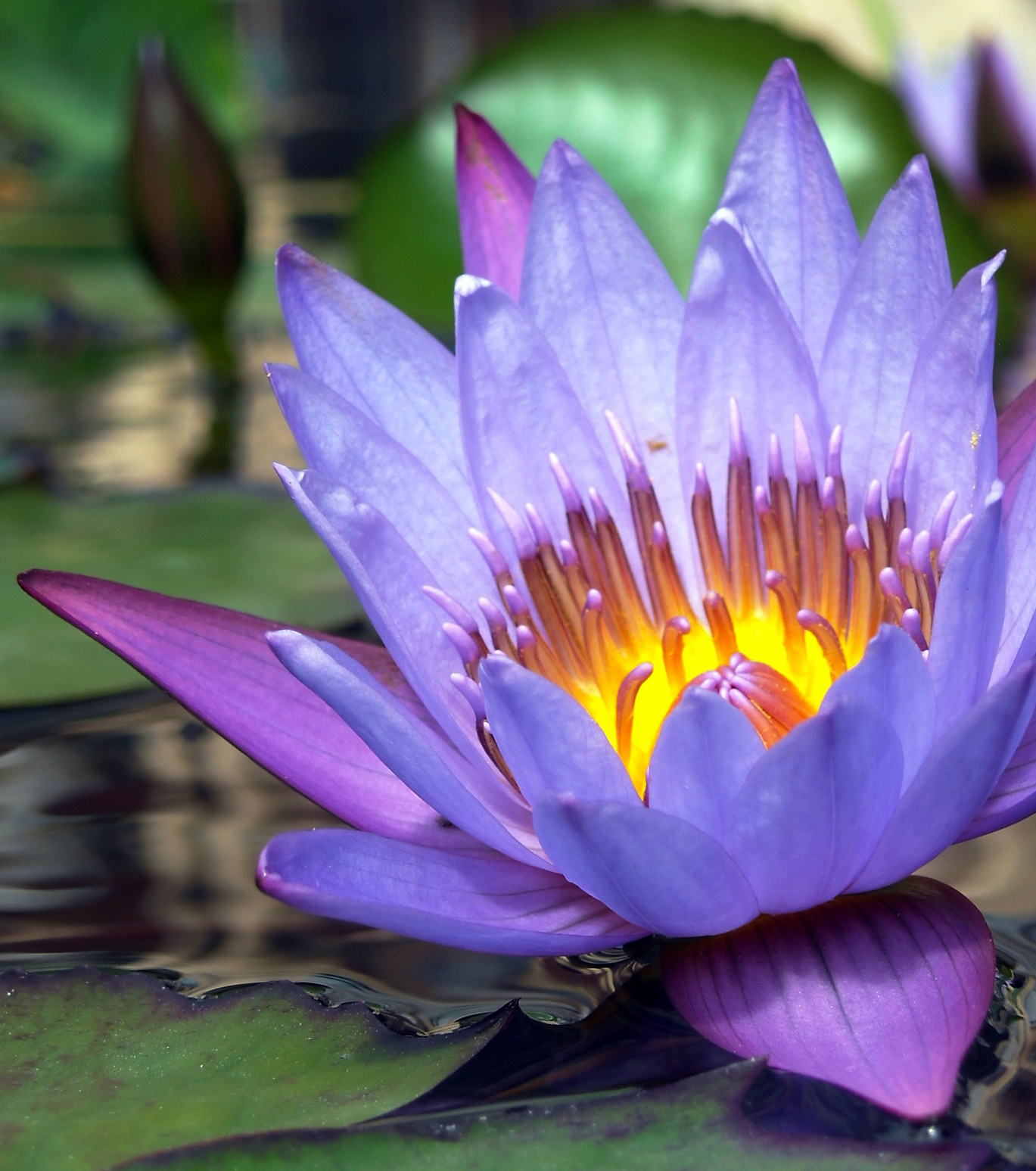
Hoa súng hồng (Nymphaea nouchali) ở Tam Á, Hải Nam.

Theo Mô hình phát triển hoa ABC thì di truyền học phía sau sự hình thành của hoa là các lá đài, cánh hoa, nhị hoa và lá noãn là các phiên bản biến đổi của nhau. Dường như là cơ chế hình thành cánh hoa đã tiến hóa rất ít lần (có lẽ chỉ một lần) chứ không phải là tiến hóa độc lập với nhị hoa ở một lượng lớn các loài thực vật.